# Qaravuldaş
 (juillet 2021).
Qaravuldaş (également Karayldash ) est un village du district de Yardymli en Azerbaïdjan. Le village fait partie de la commune d' Avaş (en).